# Motorola Phone Tools
O Motorola Phone Tools é um software de gerenciamento de arquivos de aparelhos celulares. O programa é capaz de realizar backup dos contatos presentes no telefone diretamenta para o computador e sincronizando - os com a agenda do Outlook. Dependendo do modolo do telefone usado, estarão disponíveis outras funções como transferência de arquivos e envio de mensagens digitadas no computador. Software recomendado para evitar perdas de dados do telefone caso ocorra.

## Características principais
- Possibilidade de criar ringtones;
- Adicionar imagens no aparelho celular;
- Compatibilidade Look-up;
- Entre outros recursos.

## Novidades no Motorola Phone Tools 5
- Nova interface de usuário;
- One Way Sync;
- Melhoria no assistente de emparelhamento;
- Suporte para Domino;
- Suporte para Windows Vista, Windows 7 e integrada PIM;
- Transferência da lista telefônica;
- Reset Default tipos de número no Outlook;
- Suporte de transferencia de arquivos;
- Mixador de músicas.

## Opções de Conexão
Pode se obter conexão do celular em 4 modos diferentes:
- Bluetooth;
- Cabo-Mini;
- Micro USB;
- CE Bus.

## Requisitos do sistema
- Windows ® 2000, XP, Vista ou 7;
- Processador Pentium ® II de 233 MHz ou superior;
- 64 MB de RAM no Windows ® 2000 e XP;
- 128 MB de RAM para Windows Vista ou Windows 7;
- Disco rígido com 120 MB de espaço livre;
- Cabo USB ou Bluetooth no seu PC, se você deseja se conectar sem fio;
- Celular Motorola compatível com o Motorola Phone Tools;
- Internet Explorer 6.0 ou superior;

## Ligações Externas
- Página do Motorola Phone Tools